# Сіриньяно
Сіриньяно (італ. Sirignano) — муніципалітет в Італії, у регіоні Кампанія, провінція Авелліно.
Сіриньяно розташоване на відстані близько 210 км на південний схід від Рима, 35 км на схід від Неаполя, 14 км на захід від Авелліно.
Населення — 3012 осіб (2014).

## Демографія
Населення за роками:

Станом на 1 січня 2023 року в муніципалітеті офіційно проживав 81 іноземець з 15 країн, серед них 30 громадян країн Євросоюзу та 19 громадян України.

## Сусідні муніципалітети
- Авелла
- Баяно
- Муньяно-дель-Кардінале
- Куадрелле
- Суммонте